# Samanu
Samanu, o anche Samāni, (in accadico, 𒊓𒈠𒉡, Sa-ma-nu; ... – ...) è stato un sovrano dell'Assiria.